# 2Yoon
2Yoon ( Hangul : 투윤, comumente estilizado como 2YOON) foi o primeiro e único subgrupo do girl group sul-coreano 4Minute, formado pela Cube Entertainment em 2013. O sub-grupo consistia em Gayoon e Jiyoon.

## História
Gayoon e Jiyoon foram as cantoras principais do 4Minute. O CEO da Cube Entertainment, Hong Seung Sung, queria colocá-las em um subgrupo depois de assistir a dupla se apresentar ao vivo no United Cube 2011 em Londres.
Como tal, a subunidade foi renomeada como 2Yoon. Além disso, "ssangyoon" pode ser mal interpretado como uma linguagem obscena, apoiando ainda mais a base para a mudança de nome.
2Yoon fez sua estreia na televisão no M! Contagem regressiva em 18 de janeiro de 2013.

## Membros
- Gayoon (hangul: 가윤), nascida Heo Ga-yoon (hangul: 허가윤) em 18 de maio de 1990 (34 anos) em Seul, Coreia do Sul.
- Jiyoon (hangul: 지윤), nascida Jeon Ji-yoon (hangul: 전지윤) em 15 de outubro de 1990 (34 anos) em Suwon, Gyeonggi-do, Coreia do Sul.

## Discografia

### Álbum
- Harvest Moon (2013)

### Single
- 24/7 (2013)